# Башкібаш
Башкіба́ш (рос. Башкибаш, башк. Башҡыбаш) — село у складі Татишлинського району Башкортостану, Росія. Входить до складу Ялгиз-Наратської сільської ради.
Населення — 252 особи (2010; 290 у 2002).
Національний склад:
- марійці — 95 %